# Boris Rösner
Boris Rösner (25. ledna 1951 Opava – 31. května 2006 Kladno) byl český herec a divadelní pedagog.

## Život
Boris Rösner se narodil v Opavě ve Slezsku do umělecké rodiny. Jeho maminkou byla herečka Jarmila Horská (18. června 1931 – 27. června 1984) a otcem hudebník Mirko Čech (1916–1964, vlastním jménem Rösner). Manželství se však brzy rozpadlo a malý Boris již zůstal s matkou, se kterou se následně kvůli jejímu angažmá odstěhoval do Čech. Ve škole prospíval ve všem kromě matematiky, což ho spolu s talentem a rodinným zázemím nasměrovalo na uměleckou dráhu.
V roce 1973 vystudoval DAMU. Poté měl postupně angažmá v divadlech F. X. Šaldy v Liberci (1973–1978), v Městských divadlech pražských (1978–1987) a nakonec v Národním divadle v Praze, kde působil až do své smrti (1987–2006).
Jeho fyziognomie ho předurčovala pro záporné role, v civilním životě však byl znám svým vybraným chováním gentlemana. Za normalizace nebyl považován za příliš „politicky spolehlivého“ a měl s režimem problémy, a to kvůli nesouhlasu jeho matky se vstupem vojsk Varšavské smlouvy i pro své vlastní postoje – odmítl např. vstoupit do komunistické strany, ač mu to bylo na DAMU jen tak „mimochodem“ na schodišti nabízeno.
Mnoho let vedle divadla a filmu působil i jako pedagog. Poslední větší rolí v divadle byla hlavní role v Molièrově Lakomci. Druhou úspěšnou sezónu však již nedohrál. Podlehl zákeřné formě rakoviny plic, vyvolané celoživotním silným kouřením. Zemřel ve věku 55 let v kladenské nemocnici – i tak se dožil vyššího věku než oba jeho rodiče.

## Kariéra
Od mládí neviděl na levé oko, což mu dodávalo zvláštní, zneklidňující výraz, který ho spolu s jeho ostře řezanou tváří předurčoval spíše pro záporné role. Některá data:
- 1973 – ukončil studia herectví na pražské DAMU,[1]
- 1973–1979 – Divadlo F. X. Šaldy v Liberci; role: titulní Hölderlin, Tulák (Ze života hmyzu) aj.,
- 1979–1987 – Městská divadla pražská; např. Arbenin (Maškaráda), Salieri (Amadeus), Indián (Přelet nad hnízdem kukačky), Cosimo (Baron ve větvích),
- 1987–2006 – Národní divadlo; Jean (Slečna Julie), Laertes (Hamlet), Biron (Marná lásky snaha), Herkules (Herkules a Augiášův chlív), Dvořan (Lucerna), Záviš z Falkenštejna (Falkenštejn), Kazimír (Kazimír a Karolína), Don Rodrigo (Saténový střevíček), Forrest (Dva shakespearovští herci), Don Bella (Dorotea), titulní Peer Gynt, Rybář (Rok na vsi), Albrecht Valdštejn (Bloudění), De Guiche (Cyrano z Bergeracu), Mefistofeles (Faust),
- v závěru života se věnoval především divadlu, spolupracoval s rozhlasem a dabingem. Od roku 1986 také vyučoval na DAMU.

## Ocenění
- 1997 Cena Františka Filipovského za mužský herecký výkon v dabingu filmu Na východ od ráje
- 2004 Cena Alfréda Radoka, Cena Divadelních novin a Cena Thálie za roli Harpagona v Molièrově hře Lakomec
- 2006 medaile Za zásluhy  1. stupeň (in memoriam)

## Filmové role
- 1973 Inženýr
- 1975 Osvobození Prahy – vězeň v Terezíně – Miroslav Pajer
- 1978 Taugenichts / Darmošlap
- 1980 Vrchní, prchni
- 1981 Kalamita – číšník
- 1982 Poslední propadne peklu – Sepp
- 1982 Zelená vlna – grázl
- 1983 Putování Jana Amose – malomocný
- 1983 Záchvěv strachu – čarostřelec Duncan
- 1983 Straka v hrsti – mastičkář Severín
- 1984 Komediant – Jakub
- 1984 Oldřich a Božena – Mutina
- 1985 Zastihla mě noc – Lídin otec
- 1985 Muž na drátě – Jarda
- 1986 Dva na koni, jeden na oslu – Píšťalka
- 1986 Chobotnice z II. patra – Andreadis
- 1986 Veselé Vánoce přejí chobotnice – Andreadis
- 1987 Hauři – Pepa
- 1990 Divoká srdce povídka Divoký páv – Casanova
- 1992 Černí baroni – vojín JUDr. Macháček
- 1993 Sedmero krkavců – Chrt
- 1994 V erbu lvice – Havel z Lemberka
- 1999 Stav beztíže (FAMU) – otec

## Televizní role
- 1973 Poslední dopis
- 1979 Anglický biftek s českou oblohou (TV komedie) – role: Aleš, Zuzanin chlapec
- 1980 Zlatý nahrdelník
- 1981 Proč se vraždí starší dámy
- 1981 Poručík Petr (TV seriál)
- 1982 Žlutý kvítek
- 1982 Pouť králů
- 1983 Oblouk světla
- 1983 Lekár umierajúceho času (TV seriál)
- 1983 Kmotři z blat
- 1983 Dialog s doprovodem děl
- 1984 Povídky malostranské: Doktor Kazisvět
- 1984 Imilla
- 1984 Sanitka (TV seriál)
- 1985 Nebožtík si nepřál květy
- 1985 Černá země (TV seriál)
- 1986 Synové a dcery Jakuba skláře (TV seriál) – Schlapcke
- 1986 Život a smrt malíře Petra Jana B. – Petr Brandl
- 1986 Preceptor
- 1987 Arabesky
- 1987 Bratři
- 1987 Bolero
- 1987 O Háderunovi a víle Elóře – Háderun
- 1988 Dokonalý muž, dokonalá žena aneb Návštěva mladé dámy
- 1988 Bronzová spirála
- 1989 Morové povětří
- 1989 Trezor
- 1989 Berenika – Arx
- 1989 Dobrodružství kriminalistiky (TV seriál – 1. díl Stopa) – Vidocq
- 1989 Rubín má barvu krve
- 1990 Radostný život posmrtný
- 1991 Víla z jeskyně zla
- 1991 Přes padací mosty
- 1991 Maigretův první případ
- 1991 Lorna a Ted
- 1991 Láska zlatnice Leonetty
- 1991 Ariadnina nit
- 1992 S vyloučením veřejnosti
- 1993 Pohádka o věrnosti
- 1994 Laskavý divák promine (TV seriál – 4. epizoda Listy důvěrné)
- 1994 Misie
- 1995 Netrpělivost srdce
- 1995 Kníže Václav
- 1995 Muž v pozadí (TV seriál)
- 1996 Draculův švagr (TV seriál)
- 1996 Strážní andělé
- 1996 Slavík – japonský vyslanec
- 1997 Lancelot TV opera
- 1998 O třech ospalých princeznách – záhadný Pán
- 1998 Milenec lady Chatterleyové – Mellors
- 1998 Atentát na ministra financí
- 1999 Tom v kozí kůži
- 1999 Ze života pubescentky – otec
- 1999 Božská brána
- 2000 Případy detektivní kanceláře Ostrozrak (TV seriál) – Dr. Meluzín
- 2001 Stříbrná paruka (TV seriál) – Matyáš
- 2002 Miláček – Jacques Rival
- 2002 Hodina tance a lásky – velitel pevnosti Kleinburger
- 2003 Vrah jsi ty!
- 2003 Četnické humoresky (TV seriál – epizoda Vdavky za všechny prachy) – Aleš Hroch
- 2004 I ve smrti sami – Sturmbannführer Prall

## Dabing (výběr)
- 1970 Doznání – Yves Montand (Artur London)
- 1975 Včelka Mája (animovaný seriál) – luční koník Hop
- 1980 Jsem nesmělý, ale léčím se – (fotograf)
- 1980 Povídka o policajtovi – Adolfo Lastretti (Jeannot)
- 1982 Sůl nad zlato – Juraj Kukura (král Norbert)
- 1982 Válka policajtů – Jean-Pierre Calfon (Marc)
- 1984 Amadeus – F. Murray Abraham (Salieri)
- 1986 Butch Cassidy a Sundance Kid – Ted Cassidy (Harvey Logan)
- 1987 Specialisté – Bernard Giraudeau (Paul Brandon)
- 1987 Projekt X – Johnny Ray McGhee (Izák)
- 1988 Kamarád do deště – Karol Strasburger (Adamec)
- 1988 Zabít draka – Drak
- 1988 Fontána – Sergei Dontsov (Lagutin)
- 1988 Hořící Mississippi – Willem Dafoe (agent Ward)
- 1988 O hrnci, který rád vařil rajskou omáčku (animovaný film)
- 1989 Tajný císařský edikt
- 1991 Operace Corned Beef – Jean Reno (Žralok)
- 1993 Život a neobyčejná dobrodružství vojáka Ivana Čonkina – kapitán NKVD Miljaga
- 1996 Osm mužů z kola ven – David Strathairn (Eddie)
- 1996 Biloxi Blues – Christopher Walken (seržant Toomey)
- 1997 Přelet nad kukaččím hnízdem – Jack Nicholson (R.P. McMurphy)
- 1998 Cena za něžnost – Jack Nicholson (Garrett Breedlove)
- 2000 Grinch – Jim Carrey (Grinch)
- 2001 Asterix & Obelix: Mise Kleopatra – Gérard Darmon (Amonbofis)
- 2001 Bedrnik – Bedrník
- 2003 Armageddon – Michael Clarke Duncan (Jayotis Kurleenbear)
- 2003 Obyčejní lidé – Donald Sutherland (Calvin Jarrett)
- 2004 Jméno růže  – F. Murray Abraham (Bernardo Gui)
- 2004 Strašidelný dům – Nathaniel Parker (Edward Gracey)
- 2005 Hořkost – Jack Nicholson (Mark Forman)
- 2005 Krev a víno – Jack Nicholson (Alex Gates)
- 2005 Můj auťák brouk – Michael Keaton (Ray Peyton st.)
- 2006 Sedm statečných – James Coburn (Britt)

## Rozhlas
- 1990 – Michail Bulgakov: Psí srdce, rozhlasový seriál, režie: Pavel Linhart, role psa
- 1991 – George Orwell: 1984. Devítidílný rozhlasový seriál, režie: Karel Weinlich, role: O'Brien[2]
- 2002 – Prosper Mérimée: Lokis, pro Český rozhlas (2002) zdramatizovala Martina Drijverová, přeložil Václav Cibula. Hrají: František Němec (prof. Wittenbach), Miroslav Šimůnek (syn Theodor), Bronislav Poloczek (lékař), Boris Rösner (hrabě), Jaroslava Adamová (paní hraběnka), Radoslav Brzobohatý (ruský generál), Klára Sedláčková (neteř Julka, nevěsta), Viola Zinková (čarodějka), Valérie Zawadská (šílená hraběnka matka), režie: Karel Weinlich.
- 2004 - Karel Michal: Gypsová dáma; režie: Milan Schejbal, rozhlasová dramatizace: Martin Velíšek, účinkují: František Němec, Boris Rösner, Jan Szymik, Vlasta Žehrová, Jiří Ployhar, Jiří Klem, Bohumila Dolejšová, Kateřina Fixová, Gaston Šubert, Milan Schejbal a Petr Šplíchal, hudba: Petr Mandel.